# عملية انتخابية

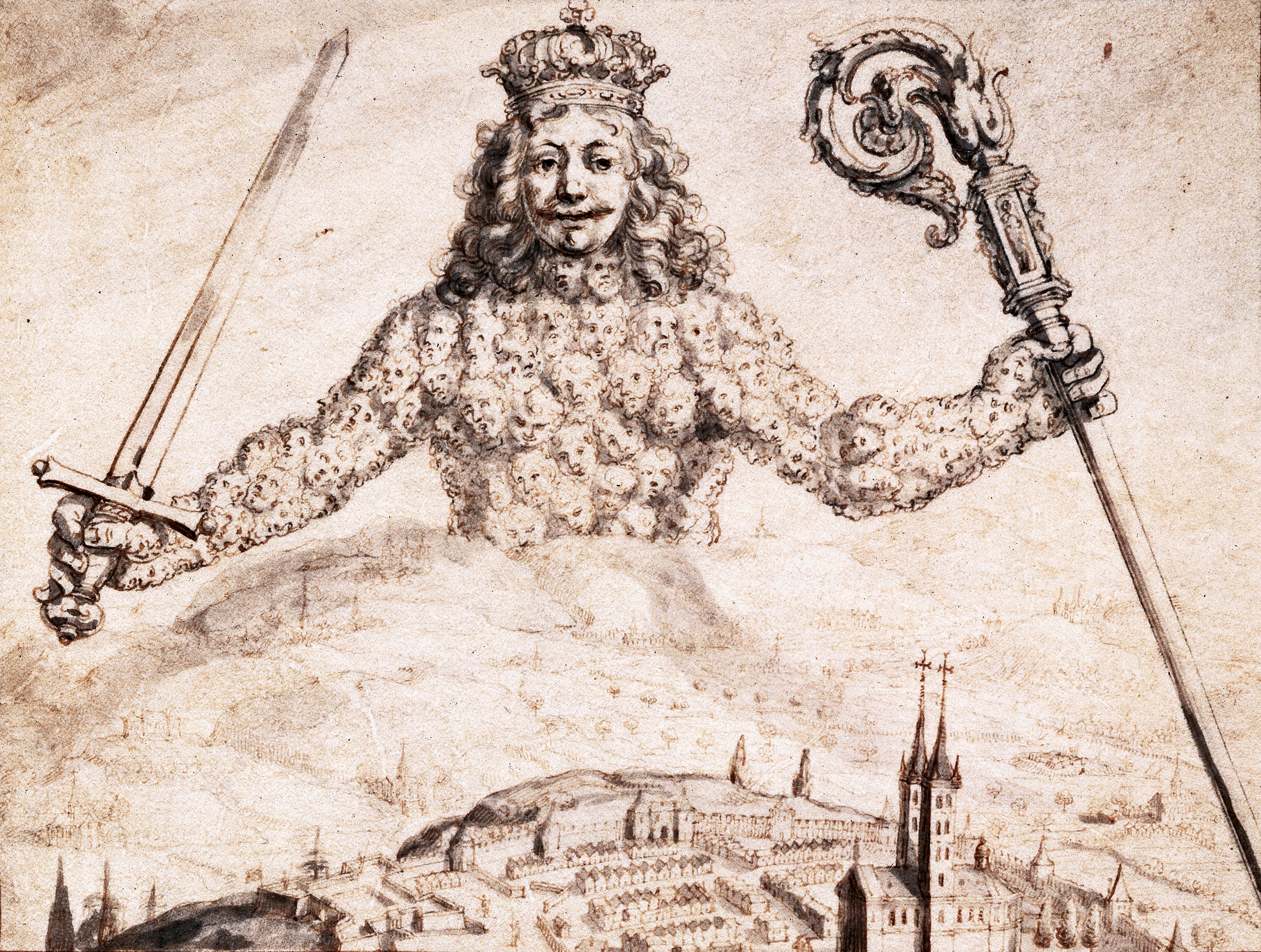

العملية الانتخابية هو مصطلح استخدمه أول مره تيري كارل، أستاذ العلوم السياسية بجامعة ستانفورد، لوصف «نصف طريق» الانتقال من الحكم الاستبدادي إلى الحكم الديمقراطي. وكموضوع يتم تداوله في نظام الحزب المهيمن في دراسات العلوم السياسية، تصف العملية الانتخابية الحالة التي يبدأ فيها التحول من النظام الاستبدادي الثابت وإدارته عن طريق النظام الحالي. ومع ذلك، وبسبب الوضع المهيمن للنظام القائم في جميع مراحل العملية الانتقالية، يفشل التحول في تحقيق الخصائص المؤسسية للديمقراطية الليبرالية. كما استخدمت مصطلحات أخرى، مثل انتقال السلطة الموجه أو التحول الهادف لوصف هذه العملية.
وفي إطار العملية الانتخابية، فإن النظام بشكل أساسي يتولى إدارة الجوانب الانتخابية للحكم الديمقراطي بطريقة «حرة ونزيهة» نسبيًا. وتغيب أعمال تزوير الانتخابات الهائلة والترهيب الذي تتم ممارسته يوم الانتخابات بشكل أساسي. ومع ذلك، تغيب مميزات أخرى للديمقراطية مثل سيادة القانون والفصل بين السلطات بشكل مؤسسي في ظل العملية الانتخابية. وتميل العملية الانتخابية برمتها لصالح النظام القائم. كما أن وسائل الإعلام تميل إلى تجاهل المعارضة أو إضفاء صورة سلبية عليها، وتميل كل من المحكمة العليا واللجنة الانتخابية إلى إصدار أحكام لصالح الرئيس الحالي، وفي بعض الأحيان ترفض أو تلغي الشرطة المسيرات المعارضة.
وفيما يلي بعض الأمثلة:
- تنزانيا بعد 1992
- كينيا بعد 1991
- المكسيك بين أواخر ثمانينيات القرن الماضي وعام 2000.
- روسيا بعد عام 1991[1]